# (35) Leucothée
Pour les articles homonymes, voir Leucothée.
(35) Leucothée (désignation internationale (35) Leukothea) est un astéroïde de la ceinture principale, découvert par Robert Luther le 19 avril 1855 à l'Observatoire de Düsseldorf.
Son nom lui vient de Leucothée, qui était une déesse grecque de la mer.
Leucothée est, avec deux autres astéroïdes découverts par Luther, (28) Bellone et (37) Fidès, l'un des seuls astéroïdes trouvé après 1851 à posséder un symbole astronomique : .

## Compléments